# Joan Giraut i Cot
Joan Giraut i Cot   (Puigcerdà, 15 de maig de 1945) és un polític català, exalcalde de Castell i Platja d'Aro. De 2013 a 2015 fou president de la Diputació de Girona.
Va estudiar peritatge mercantil i ha treballat com a empresari en el sector turístic. També ha jugat a tennis i des de 1960 està vinculat al municipi de Castell i Platja d'Aro. Militant d'Unió Democràtica de Catalunya des de 1986, a les eleccions municipals espanyoles de 1987 fou escollit regidor de l'ajuntament de Castell i Platja d'Aro per Convergència i Unió. A les eleccions municipals espanyoles de 1991 fou cap de llista de CiU i fou escollit alcalde, càrrec que repetí a les eleccions municipals de 1995, 1999, 2003 i 2007. En 2009 fou destituït de l'alcaldia per una moció de censura en capçalada per la candidata del Partit dels Socialistes de Catalunya Dolors Padilla Richart. Tanmateix, va tornar a recuperar l'alcaldia a les eleccions municipals espanyoles de 2011, i la va revalidar el 2015, tot governant des d'aleshores en coalició amb el PSC. De 2005 a 2008 també fou president intercomarcal d'Unió Democràtica de Catalunya a les comarques gironines.
Des de 1991 també és diputat de la Diputació de Girona, entitat de la que n'ha estat president entre gener de 2013 i juny de 2015, així com president del Patronat de Turisme Costa Brava Girona.